# Ruhollah Khomeini
Ruhollah Musavi Khomeini (em persa روح الله موسوی خمینی, transl. Rūḥollāh Mūsavī Khomeynī, Khomein, 24 de setembro de 1902 - Teerã, 3 de junho de 1989) foi uma autoridade religiosa xiita iraniana, líder espiritual e político da Revolução Iraniana de 1979 que depôs Mohammad Reza Pahlavi, na altura o xá do Irã, e instaurou uma república islâmica. Governou o Irã desde a deposição do xá Reza Pahlavi até a sua morte em 1989. Costuma ser referido como Imã Khomeini dentro do Irã e no mundo ocidental como Aiatolá Khomeini.
Após a revolução, Khomeini tornou-se o Líder Supremo do país, uma posição criada na constituição da República Islâmica como a autoridade política e religiosa mais alta da nação, que ele manteve até sua morte. Ele foi sucedido por Ali Khamenei em 4 de Junho de 1989.

## Primeiros anos
Khomeini nasceu em 1902 em Khomein, na atual província de Markazi, no Irã. Seu pai foi assassinado em 1903, quando Khomeini tinha cinco meses de idade. 

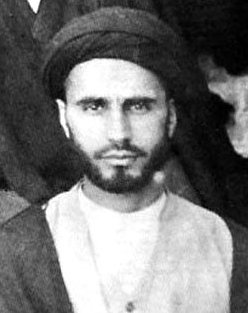
O jovem Khomeini cerca de 1938

Ele foi criado por sua mãe, Hajieh Agha Khanum, e sua tia, Sahebeth.Começou a estudar o Alcorão e a língua persa desde os seis anos de idade. Ao longo da sua infância continuou a sua educação religiosa, auxiliado por seus parentes, incluindo o primo e irmão mais velho de sua mãe. A sua família afirmava descender de Maomé.
No final da Primeira Guerra Mundial, sua mãe e sua tia morreram numa terrível epidemia de cólera que assolou o Irã em 1918. Logo após isso ele, aos dezasseis anos, entrou no seminário em Qom.
Khomeini casou em 1929 com Khadijeh Safaqi, filha de um respeitado clérigo iraniano, quando ela tinha 16 anos de idade. Tiveram sete filhos - tendo dois morrido na infância. Raramente vista em público, foi considerada por Rafsanjani a mais próxima e mais paciente apoiante do marido. O seu filho mais velho, Mostafa, foi assassinado em 1977 quando estava exilado com o pai na cidade iraquiana de Najaf. Pensa-se que seu assassinato tenha sido realizado pelo SAVAK.

## A religião, a agitação política
Khomeini recebeu o estatuto de aiatolá (perito em religião/direito) nos anos 1950. Em 1964 ele foi para o exílio, na Turquia, após o seu criticismo reiterado do governo do xá Mohammad Reza Pahlavi, alegando que este governava de forma corrupta e despótica.

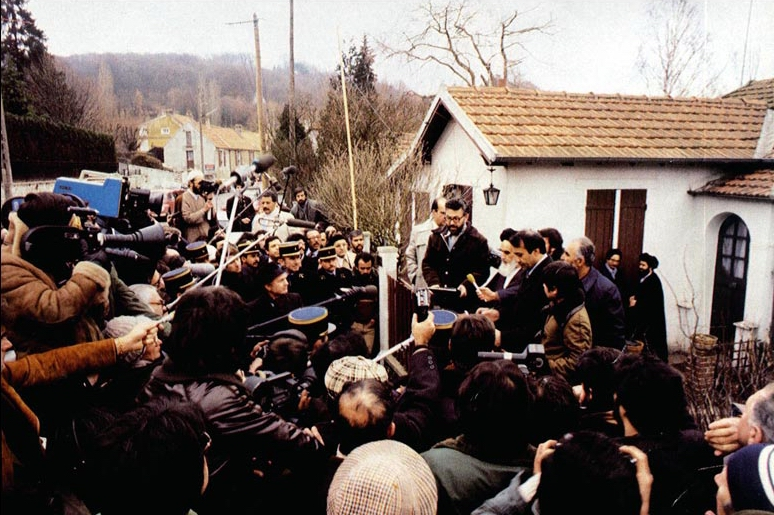
Khomeini em Neauphle-leChateau rodeado de jornalistas

 Khomeini opunha-se à ocidentalização do país e exigia regresso á "pureza islâmica", acusando o Xá de "abandonar o Alcorão".

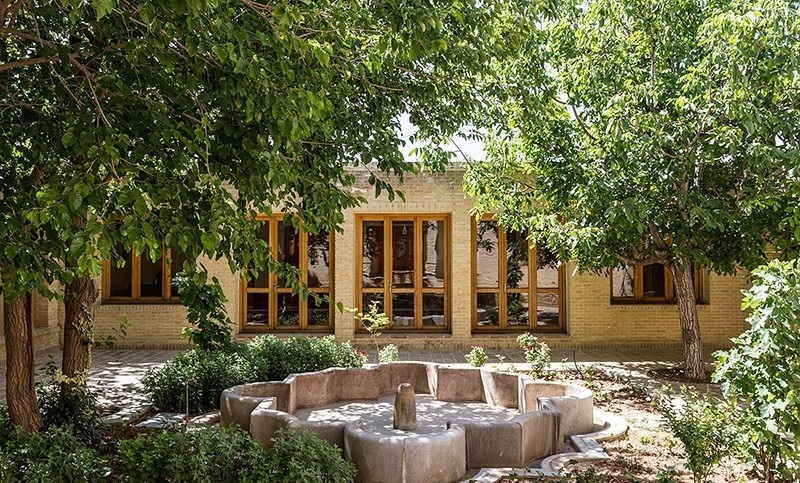
Local de nascimento de Khomeini, em Khomein

  Ele fugiu para Najaf, no Iraque, onde permaneceu até ser forçado a sair por Saddam Hussein em 1978, altura em que foi para Neauphle-le-Château na França. Em declarações à Imprensa, afirmou que a pretendida república islâmica trataria todos os seus cidadãos como iguais, incluindo judeus, cristãos e outras minorias “lícitas”. O clero, segundo ele, tinha a tarefa mais elevada de oferecer orientação moral à nação do Irão, e evitaria ambições políticas e o monopólio do poder.
De acordo com Alexandre de Marenches (à época chefe do Serviço de Documentação Exterior e Contraespionagem, os serviços secretos franceses), a França teria nesta altura proposto ao xá um "arranjo de acidente fatal de Khomeini". Segundo esta versão, o xá teria recusado a proposta deste assassínio, argumentando que isto faria dele um mártir.[carece de fontes?]

## Revolução islâmica no Irã

### Contexto anterior
Em 1925, um oficial do exército persa, Reza Pahlevi, um secular, aproveitando o seu adquirido prestígio militar, fez com que o parlamento iraniano o nomeasse xá da Pérsia. Em 1941 – em plena Segunda Guerra Mundial – pensa-se que o xá se inclinava para o regime nazista, o que no entanto poderia não passar de propaganda britânica, dado que Reza Pahlevi se opunha aos contratos leoninos sobre o petróleo, aceites pelos seus antecessores. Em 16 de Setembro de 1941, tropas britânicas e soviéticas invadem o país, para não perder a principal fonte de abastecimento de petróleo, e forçam Reza Pahlevi a abdicar em favor de seu filho Mohamed Reza Pahlevi.
Este último, ao terminar a guerra se encontra com a direção do principal país exportador de petróleo do mundo, mas apesar de que esta situação geraria riquezas para o Irã, no entanto o país apenas retirava 9% dos lucros da exploração. A retirada das tropas estrangeiras de território iraniano, graças às pressões sociais, obriga em 1951 o novo xá a nomear um primeiro-ministro: Mohamed Mossadeg.
Mohamed Mossadeg era um nacionalista, contrário à ideia de uma ingerência estrangeira na vida iraniana. Em sua gestão se nacionalizou o petróleo (1953) e fez abdicar o xá Reza Pahlevi. Um golpe da CIA e dos Serviços Secretos ingleses depõe finalmente Mossadeg, devolvendo o governo ao xá.
Desta forma começa um novo período no Irã, caracterizado por um monarca que, com a chamada Revolução Branca, quer converter seu país em uma potência econômica e militar na região. Em Fevereiro de 1963, o Xá concedeu ás mulheres o direito de voto e de serem eleitas para o Parlamento. Em setembro desse ano, houve eleições parlamentares, e pela primeira vez seis mulheres foram eleitas para os Majlis, e duas designadas pelo próprio Xá para servir no Senado. Khomeini, o futuro líder do Irão, declarou que dar ás mulheres o direito de voto era equivalente a prostituição.
Mas apesar de progressos, como na reforma agrária, ensino e na condição feminina, o governo do Xá, destacado por sua política de aproximação ao Ocidente, utilizou métodos despóticos contra os dissidentes, usando a temida polícia secreta, a SAVAK.
A esta situação se somou a inflação, a escassez de trabalho e os abusos dos Direitos Humanos. O mal-estar popular foi crescendo até chegar à revolução. O líder religioso Ruhollah Khomeini por suas características pessoais, impôs-se como o líder indiscutível do movimento que levaria á revolução iraniana.
Em 16 de janeiro, o xá Reza Pahlevi abandona o país, após ter nomeado o secular Shahpour Bakhtiar primeiro ministro, anunciando que ele e a sua família iriam de férias, após o que, daí a 3 meses, haveria um referendo á população. Nunca mais voltaria.

### Regresso do Exílio e Tomada do Poder
Em 1 de Fevereiro de 1979 Khomeini volta do seu exílio na França, e é acolhido no aeroporto por uma multidão de cerca de cinco milhões de pessoas. Perguntado sobre o que sentia ao regressar, ficou célebre a sua respostaː "Nada". Logo após a chegada, deslocou-se a um cemitério ao sul de Teerão, onde prestou homenagem aos mártires da revolução. Aí, no seu primeiro sermão após o regresso, depois dos habituais ataques ao Xá, prometeu nomear um novo governo, com o apoio do povo.
Cinco dias depois da sua chegada, e com um governo ainda oficialmente em funções - o de Bakhtiar - Khomeini nomeou Medi Bazargan como chefe dum governo provisório. Ao fazê-lo, declarouː "Como um homem que, através da tutela que recebi do Legislador Sagrado (Maomé) eu declaro Bazargan como Governante, e dado que o designei, ele deve ser obedecido. A nação deve obedecê-lo. Este não é um governo comum. É um governo baseado na sharia. Opor-se a este governo significa opor-se à sharia do Islão e revoltar-se contra a sharia, e revolta contra o governo da sharia tem punição em nossa lei... é uma punição pesada na jurisprudência islâmica. Revolta contra o governo de Alá é uma revolta contra Alá. A revolta contra Alá é blasfêmia." Estas palavras de Khomeini eram uma referência ao conceito de velayat-e faqih (tutela do jurista), uma sua teoria datada já de 1969 em Najaf, objecto de um livro ː Velayat-e faqih (Governo Islâmicoː Governo do jurista).
A 12 de janeiro, tinha nomeado um Conselho Revolucionário Islâmico, semiclandestino, composto essencialmente por clérigos militantes e partidários seus,veteranos e alguns convertidos da noite para o dia aos planos de islamização.
Em 11 de Fevereiro, foi proclamada a República Islâmica do Irã. Desta maneira os Estados Unidos perderam o seu principal aliado no Golfo Pérsico.

Em menos de um ano, o novo regime conseguiu firmar as suas bases, construir novas instituições e eliminar concorrentes ao poder. Em 30 e 31 de Março, realizou um referendo sobre a mudança de regime, com a simples perguntaː Deve o regime mudar para uma república islâmica, cuja constituição será aprovada pela nação? - 98,2 por cento dos eleitores inscritos responderam "Sim". Em Novembro, ratificou uma nova constituição ; elegeu um parlamento; em 4 de Fevereiro de 1980 elegeu um presidente, Abolhassan Banisadr; estabeleceu tribunais revolucionários, criou (Maio de 1979) o Exército dos Guardiães da Revolução Islâmica. Um Conselho dos Guardiães, determinava a concordância das leis aprovadas com o estabelecido pela Xaria, e passa também por um apertado crivo os candidatos presidenciais e parlamentares. A Assembleia dos Peritos nomeia a figura criada pela Revolução Islâmica, o Líder Supremo do Irão (o Grande Jurista).Segundo Bernard Lewis, "o surgimento de uma hierarquia sacerdotal que veio a assumir a autoridade mais elevada no Estado é urna inovação moderna  e uma contribuição exclusiva do aiatolá Khomeini do Irã ao pensamento e experiência do islão". Enquanto isso, a recém-criada república estava envolvida em grandes crises domésticas e internacionais que ameaçavam sua própria existência.

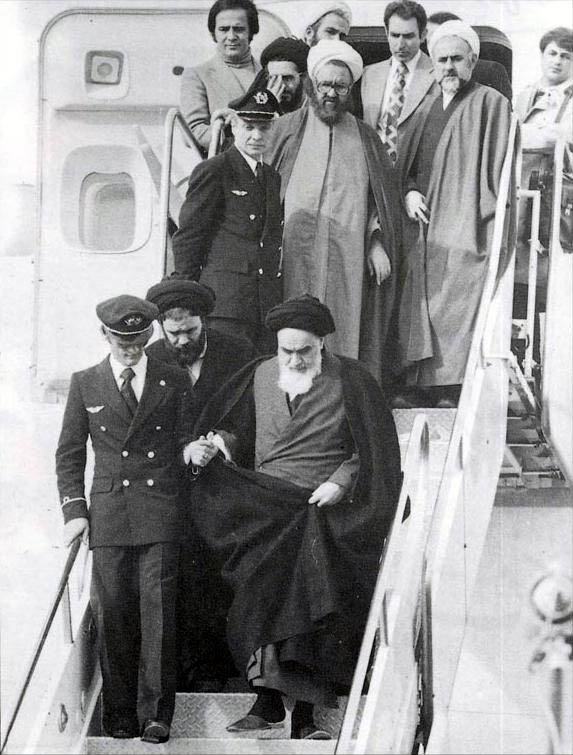
Khomeini regressando do exílio, desembarca em Teerã

Ideologicamente, o movimento que levou á revolução iraniana era uma mistura estranha do desejo de retorno ao Islã original e puro, a cosmovisão carregada de Xaria de Khomeini e seus companheiros, noções de modernidade islâmica (como entendido por islamistas como Mehdi Bazargan), latentes aspirações messiânicas xiitas, antiocidentalismo desenfreado e hostilidade contra o Xá. Na sua primeira fase, continha aspirações genuínas de democracia, liberdade de expressão e direitos humanos, mas também exibiu vestígios de ideias esquerdistas de organizações guerrilheiras seculares e islâmicas e seus simpatizantes, e também dos simpatizantes do Partido Tudeh, comunista, que fora ilegalizado.
Foi adotada a Xaria, Lei Islâmica, baseada no Corão, e nos hádices. Khomeini baixou imediatamente a data de casamento para as mulheres para os 9 anos de idade.
As mulheres foram obrigadas a cobrir os cabelos e vestir modestamente. Bebidas alcoólicas, a maioria dos filmes ocidentais e a prática de homens e mulheres nadando ou tomando banho de sol juntos foram proibidos. O currículo educacional iraniano foi islamizado em todos os níveis com a Revolução Cultural Islâmica; o "Comitê para a islamização das universidades" realizou isto exaustivamente. A transmissão de qualquer música que não fosse militar ou religiosa na rádio e na televisão iranianas foi proibida por Khomeini em Julho de 1979. A proibição durou 10 anos.
O governo restringiu severamente a liberdade de religião. A constituição declara que a religião oficial do Irão é o Islã xiita. Todas as leis e regulamentos devem ser consistentes com a interpretação oficial da Xaria. A constituição estabelece que "dentro dos limites da lei", os zoroastristas, judeus e cristãos são as únicas minorias religiosas reconhecidas que têm liberdade garantida para praticar sua religião; contudo, membros de todos os grupos religiosos minoritários relatam prisão, assédio, intimidação, discriminação e assassínios com base em suas crenças religiosas, em particular os Bahai. As minorias religiosas estão a emigrar a um ritmo crescente.
No Irão, a pena capital não se limita a crimes violentos. Adultério, tráfico de drogas, sodomia, homossexualismo, apostasia, violação, “insultos ao profeta” e a acusação vaga de “semear a corrupção na Terra” são puníveis com a morte. Os casos de pena capital são frequentemente baseados em evidências fracas. A Amnistia Internacional relatou setenta e seis casos de lapidação entre 1980 e 1989 no Irão, enquanto o Comitê Internacional contra a Execução (ICAE) relatou que outras setenta e quatro vítimas foram apedrejadas até à morte no Irã entre 1990 e 2009.

### Afastamento da Oposição
Falando em Qom, em 30 de agosto de 1979, Khomeini avisou os opositores: "Aqueles que estão a tentar trazer corrupção e destruição ao nosso país em nome da democracia serão oprimidos. Eles são piores que os judeus Banu Curaiza e devem ser enforcados. Nós os oprimiremos por ordem de Alá e pelo chamado de Alá à oração".
Mas a supressão da oposição, incluindo os "compagnons de route", aqueles que não sendo partidários de Khomeini tinham lutado contra o Xá, já tinha começado há muito, desde que o clérigo retornara do exílio. Logo no dia 15 de Fevereiro de 1979, quatro generais de topo foram executados no telhado duma escola em Teerão. As execuções sumárias continuaram no local durante meses, apesar dos protestos de Bazargan e outros. Nas ruas, bandos do Hezbollah perseguiam e agrediam os opositores. Comités revolucionários, organizados a partir das mesquitas, faziam prisões, executavam adversários e confiscavam bens. O Exército dos Guardiães da Revolução Islâmica, por seu lado, "protegia a revolução das forças destrutivas e contra-revolucionárias". Em Agosto foram fechados vinte e sete jornais e magazines.

### Economia
Na visão de Khomeini, uma autêntica sociedade islâmica deveria destacar o espiritual acima do material, e portanto a economia deve ter um papel secundário. A economia do país sofria por má gestão dos clérigos, sem qualquer formação económica. Este desinteresse pela economia é com certeza um dos factores que explica o fraco desempenho do Irão neste campo desde a revolução. Outros fatores incluem a longa guerra com o Iraque, cujo custo levou à dívida do governo e à inflação, corroendo a renda pessoal e criando desemprego sem precedentes, a pressão e isolamento internacional, e as sanções dos EUA após a crise dos reféns. A grande dependência do Irão sobre as receitas do petróleo colocava o estado à mercê das flutuações do mercado energético.
A emigração do Irã também se desenvolveu, supostamente pela primeira vez na história do país. Desde a revolução e a guerra com o Iraque, estima-se que dois a quatro milhões de empresários, profissionais, técnicos e artesãos qualificados (e o seu capital) emigraram para outros países.

## Entrevista com Oriana Fallaci
Em Setembro de 1979, a jornalista Oriana Fallaci viajou para o Irão, onde conseguiu uma entrevista com Khomeini, para a qual lhe foi solicitado que se envolvesse num chador. Fallaci teve de efectuar um falso casamento com o seu intérprete, para evitar o escândalo de estar a sós com um homem numa sala.

Oriana Fallaci entrevistando Khomeini, ainda coberta com o chador

A jornalista ficou impressionada com o aspecto de Khomeini. Contou elaː "Era o mais belo ancião que eu já encontrara na vida. Parecia Moisés, esculpido por Miguel Ângelo." E acrescentouː "... não era um fantoche como Arafat, ou Kadafi, ou os muitos outros ditadores que eu tinha encontrado no mundo islâmico. Era uma espécie de Papa, uma espécie de Rei - um verdadeiro líder. (...) O povo amava-o em demasia. Viam nele outro Profeta. Piorː um Deus."
Oriana F., conhecida pelo seu estilo directo e irreverente, considerou na entrevista que o que estava em ascensão no Irão era um "fascismo fanático". A certo ponto, Fallaci falou do que no seu entender era a segregação de género em que as mulheres eram de novo lançadas após a revolução. E perguntouː "Como se nada com um chador?" Irritado, Khomeini respondeu: "Nada disso lhe diz respeito, nossos costumes não lhe dizem respeito. Se você não gosta do vestuário islâmico, não é obrigada a vesti-lo, pois é para mulheres respeitáveis." Retorquiu Fallaciː " Isso é muito amável da sua parte, Imam, uma vez que me diz isso, vou me livrar imediatamente desse estúpido trapo medieval. Pronto!"
Agastado, Khomeini levantou-se e saiu da sala. A entrevista só recomeçou no dia seguinte, tendo sido recomendado a Oriana F. que evitasse a questão do chador. No entanto, foi a primeira coisa que ela fez. Khomeini, nessa altura, surpreendido, deu uma gargalhada. Depois da entrevista, o seu filho Ahmed confidenciou à jornalistaː "Nunca vi o meu pai rir-se. Penso que você foi a primeira pessoa no mundo que o conseguiu".

## Crise dos reféns

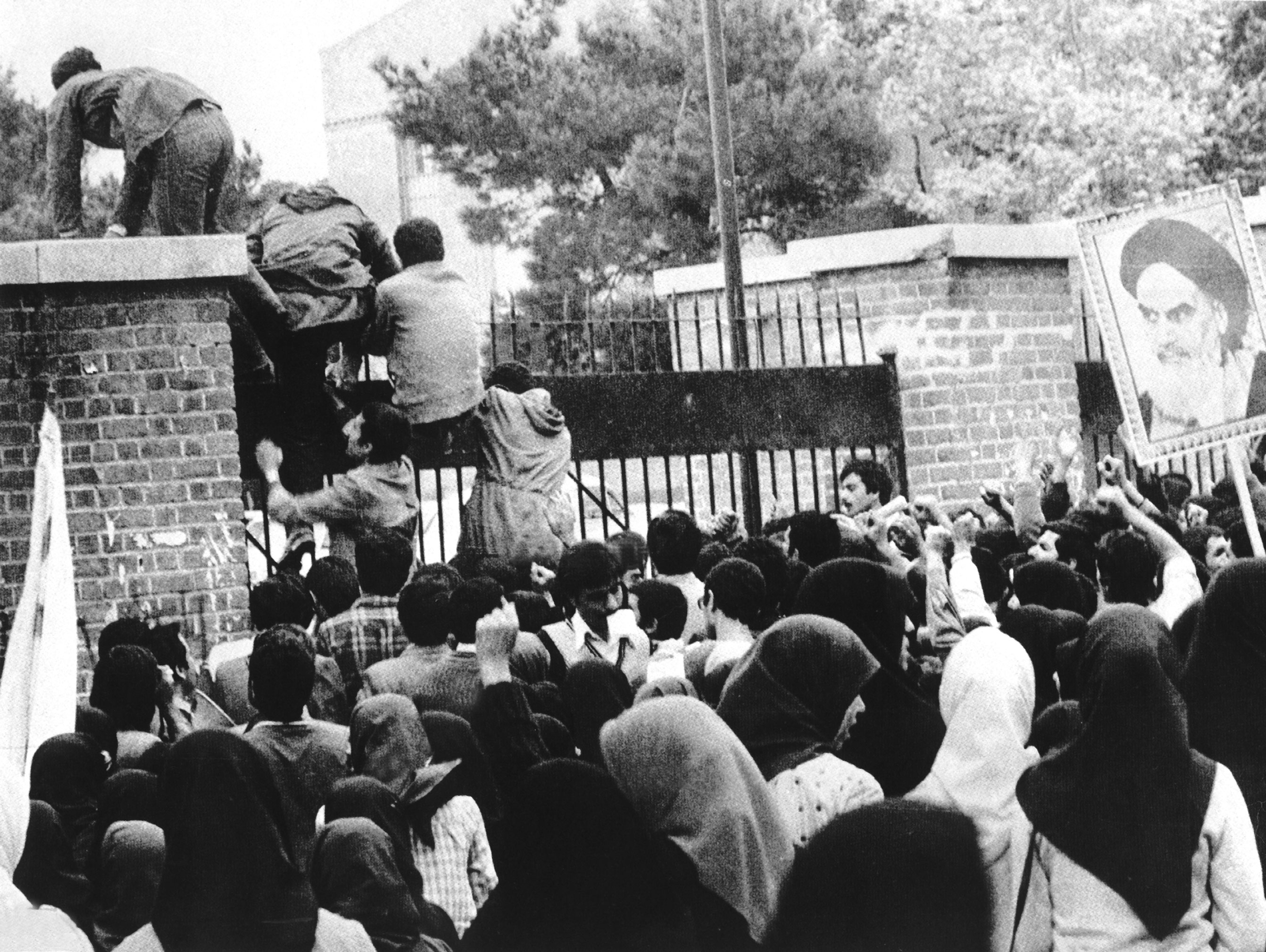
Invasão da embaixada americana

Em 4 de Novembro de 1979, adeptos de Khomeini, o grupo Estudantes Seguidores da Linha do Imam, invadiram a embaixada dos Estados Unidos em Teerão, e mantiveram presos, por 444 dias, 52 estadunidenses. Exigiam a entrega do Xá deposto, em tratamento nos EUA por cancro, como preço da libertação dos americanos.
O presidente Carter ordenou uma missão militar de resgate, mas a missão, em Abril de 1980, foi um desastre completo. As unidades da força de resgate desembarcaram no deserto iraniano para reabastecer suas aeronaves antes de prosseguirem para Teerão. Uma série de problemas ocorreu neste ponto de reabastecimento, incluindo falha de equipamentos e fortes tempestades de areia. A operação foi cancelada. Durante a retirada, um dos helicópteros colidiu com um avião de transporte, causando uma explosão que matou oito membros da missão. Vários comentaristas apontam este fracasso como a principal causa da perda de Carter nas eleições seguintes, ganhas por Ronald Reagan. Após Reagan ser eleito o problema foi resolvido, e os reféns voltaram aos Estados Unidos.

## Guerra Irã-Iraque
Pouco depois de assumir o poder, Khomeini apelou a revoluções islâmicas em todo o mundo muçulmano, incluindo o vizinho Iraque, de população maioritariamente xiita.
Ambicionando ocupar os campos petrolíferos do Irã (em particular o Khuzistão) tomar o controle do Shatt al-Arab e combater a propagação do xiismo militante tal como promovido por Khomeini, Saddam Hussein, invade o Irão em 22 de Setembro de 1980, iniciando a Guerra Irã-Iraque, que duraria oito anos(até agosto de 1988). Inicialmente o Iraque obteve alguns avanços militares, frente a um exército iraniano debilitado pelas purgas da revolução, e os Pasdaran, mal armados e equipados, mas logo uma combinação de resistência feroz dos iranianos e de incompetência militar das forças iraquianas paralisou o avanço iraquiano e, apesar do uso internacionalmente condenado de gás venenoso por Saddam (por exemplo em Halabja, uma aldeia curda), o Irã recuperou quase todo o território perdido na incursão. A invasão reuniu os iranianos no apoio ao novo regime, reforçando a estatura de Khomeini e permitindo-lhe consolidar e estabilizar o poder. Após estes acontecimentos, Khomeini recusou uma oferta iraquiana de uma trégua, exigindo reparações e o derrube de Saddam Hussein. A guerra entre o Irã e o Iraque terminou em 1988, após uma mediação das Nações Unidas, com a estimativa de 500 mil a 1,5 milhão de vítimas mortais dos dois lados do conflito e pelo menos meio milhão de inválidos, além dos enormes danos materiais.
Durante a guerra, os iranianos usaram os chamados ataques de "onda humana", com grupos de combatentes que eram utilizados para "limpar" terreno minado, ou que, mal protegidos se lançavam para a linha da frente inimiga em direção a uma morte quase certa. Essa táctica utilizou também crianças-soldados, algumas com cerca de nove anos de idade, com a promessa de que iriam automaticamente para o paraíso se morressem na batalha; a cada criança era dada uma pequena chave, símbolo dessa garantia.
Um grande número de países venderam armas para os beligerantes — China, Coreia do Norte, União Soviética, França, Japão, Brasil — algumas vezes para os dois lados, como por exemplo Portugal, EUA e União Soviética.

## Massacres de 1988

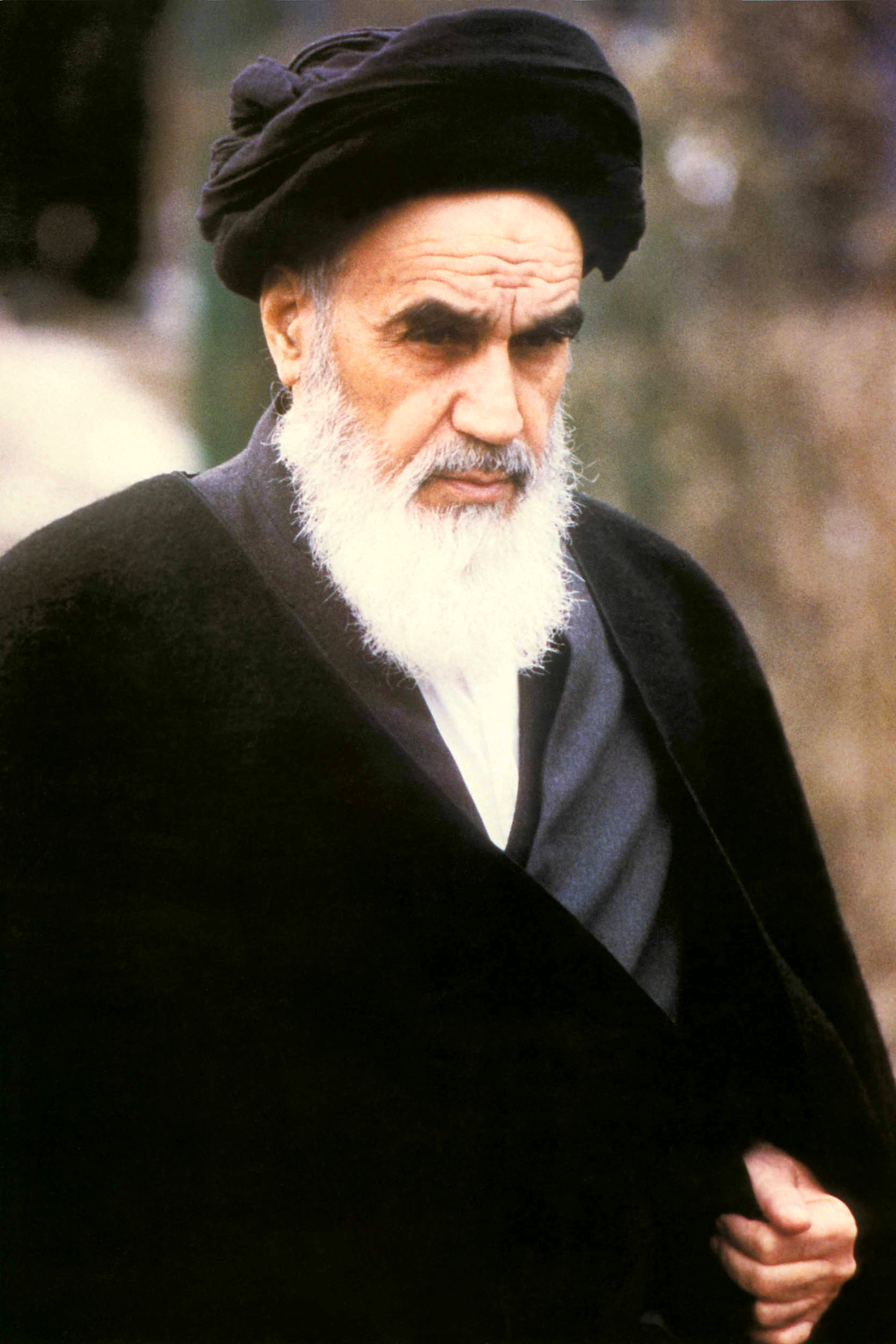
Khomeini na década de 1980.

Após o término da guerra com o Iraque, em Julho de 1988 Khomeini emitiu uma ordem para julgar todos os presos políticos iranianos (principalmente, mas não todos, pertencentes aos Mujahedin) e executar todos os que fossem ou apóstatas do Islão (mortad) ou que "travassem guerra contra Alá" (moharebeh). O número de vítimas é estimado entre 1 400 a 30 000. As execuções sumárias continuaram a bom ritmo, até, segundo algumas fontes, abrandarem no início de 1989.
O aiatolá Hussein Ali Montazeri, que chegou a ser designado como sucessor de Khomeini, protestou contra estas execuções; esta e outras tomadas de posição valeram-lhe ser afastado e posto em prisão domiciliária.
A Human Rights Watch (HRW) descreveu as execuções como "assassinatos extrajudiciais deliberados e sistemáticos..." e condenou-os como crimes contra a humanidade. A HRW também acusou Mustafa Pour-Mohammadi, ministro do Interior do Irão de 2005 a 2008, de envolvimento direto nos assassínios.
O Iran Human Rights Documentation Center (IHRDC - Centro de Documentação dos Direitos Humanos no Irão), que acompanha os abusos de direitos humanos no Irão após 1979, afirmaː "O massacre de 1988 destaca-se pela forma sistemática em que foi planejado e executado, o curto período de tempo em que ocorreu em todo o país, o método arbitrário usado para determinar as vítimas, o grande número de vítimas e o facto de que o regime tomou medidas amplas para manter as execuções em segredo e continua a negar que elas ocorreram.(...) O interrogatório foi breve, não público, não houve apelações e os prisioneiros foram executados no mesmo dia ou logo depois. Muitos que não foram executados imediatamente foram torturados".

## O caso Rushdie
Em 14 de Fevereiro de 1989, Khomeini emitiu uma fatwa pedindo o assassinato de Salman Rushdie, um escritor indo-britânico. Um livro de Rushdie, Os Versículos Satânicos, publicado em 1988, foi considerado blasfêmia contra o Islão, o escritor foi considerado um apóstata, e a decisão de Khomeini ordenou o assassinato de Rushdie por qualquer muçulmano no mundo que o conseguisse. Era requerida não só a execução de Rushdie, mas também de "todos os envolvidos na publicação" do livro. A sentença de morte contra ele mantém-se actual, e é uma oferecida uma boa soma pela sua cabeça.
De facto, o próprio Rushdie não foi morto, mas Hitoshi Igarashi, o tradutor japonês do livro Os Versículos Satânicos, foi assassinado e dois outros tradutores do livro sobreviveram a tentativas de assassinato. Já antes da fatwa, centenas de pessoas tinham morrido em motins contra o livro, sendo que o primeiro país a proibir o romance foi a Índia.
A 3 de Agosto de 1989, Mustafa Mahmoud Mazeh, um libanês, preparava uma bomba em um hotel no centro de Londres, quando ela explodiu prematuramente, destruindo dois andares do hotel e matando Mazeh. Um grupo libanês, a Organização dos Mujahidin do Islão, disse que ele morreu preparando um ataque "contra o apóstata Rushdie". No cemitério de Teerão, Behesht-e Zahra, uma inscrição comemorativa afirma que ele foi "o primeiro mártir a morrer numa missão para matar Salman Rushdie".

## Falecimento
A sua saúde declinou vários anos antes de sua morte, e depois de passar onze dias no hospital, Ruhollah Khomeini morreu em 3 de junho de 1989, aos 86 anos de idade. Os iranianos invadiram as ruas em enorme número para lamentar a morte de Khomeini, numa manifestação espontânea de pesar.
No dia seguinte, o corpo de Khomeini foi levado de helicóptero para ser enterrado no cemitério Behesht-e Zahra. Autoridades iranianas tiveram de adiar o primeiro funeral de Khomeini depois de uma grande multidão invadir o cortejo fúnebre, destruindo o caixão de madeira de Khomeini para obter um último vislumbre de seu corpo e tocar seu caixão. Os soldados foram obrigados a disparar tiros de advertência no ar para conter a multidão. A certo ponto, o corpo de Khomeini caiu no chão, enquanto a multidão arrancava pedaços da mortalha, para os guardar como relíquias sagradas. Os soldados recuperaram o corpo e voltaram a pô-lo no helicóptero. Como resultado deste caos, pelo menos 8 pessoas foram espezinhadas até a morte, mais de 400 ficaram gravemente feridas e milhares de outras foram tratadas por ferimentos sofridos.
O corpo foi levado de volta para Teerão para passar de novo pelo ritual de preparação. O segundo funeral foi realizado sob uma segurança muito mais rigorosa cinco horas depois. Desta vez, o caixão de Khomeini era feito de aço, e de acordo com a tradição islâmica, servia apenas para transportar o corpo para o local do enterro. O túmulo de Khomeini está agora alojado dentro de um gigantesco mausoléu cuja construção ainda continua.

## Obras
Khomeini escreveu mais de duzentos livros - sobre o Alcorão, jurisprudência islâmica, origens da Xaria, tradições islâmicas e vários outros assuntos, como Filosofia, poesia, literatura e política. Todos eles, incluindo edições em língua inglesa, se encontram publicados pelo iraniano Institute for Compilation and Publication of Imam Khomeini’s Works (Instituto para a Compilação e Publicação dos Trabalhos do Imam Khomeini), que desde 1989 trabalha para preservar as obras de Khomeini e impedir "distorções históricas".

### Forty Hadith(Forty Traditions)
Forty Hadith (ou numa tradução livre, "As quarenta tradições") foi escrito em 1940 e é a sua interpretação pessoal de quarenta tradições (hádices) atribuídas a Maomé e aos Doze Imans. O livro era originalmente um panfleto que Khomeini usava para ensinar os seus alunos no Seminário de Qom.

### Adab as Salat(The Disciplines of Prayers)
Adab as Salat (ou " A disciplina da Oração") escrito cerca de 1942, é "uma explicação detalhada das rígidas disciplinas e segredos morais da oração, escrita pelo Imam Khomeini para o público em geral".

### Kashf al-Asrar(Secrets Unveiled)
Kashf al-Asrar (ou "Revelação de segredos" ), foi escrita em 1943 para responder a críticas levantadas em um panfleto intitulado Segredos dos Mil Anos de Ali Akbar Hakimzadeh, um homem que deixara os estudos clericais no Seminário de Qom e que em meados da década de 1930 publicou um jornal modernista que defendia a reforma do Islã. O livro era uma defesa do Xiismo, atacava o Xá e figuras seculares como Shariat Sangalaji e Ahmad Kasravi, e sustentava que o único e autêntico modelo político era o governo de Alá, isto é o Islão, que tudo abrange desde "os problemas mais gerais de todos os países até aos mais específicos da família dos homens".

### Towzih al-Masa’el (Questions Clarified)
O livro de 1961, é uma coleção de respostas a cerca de 3 mil questões relativas ao xiismo, - comportamento pessoal, rituais de purificação, e aos cinco pilares do Islão.

### Tahrir al-Wasilah (Exegesis of the Means of Salvation)
Tahrir al-Wasilah (Exegese dos Meios de Salvação, ou Meios de Salvação) de 1965, é uma obra concebida como uma espécie de manual de comportamento, ou um guia para os muçulmanos xiitas. O livro, composto de vários volumes, aborda milhares de questões, e indica qual a solução adequada a seguir pelos crentes.
Uma ediç̴ão em língua inglesa foi publicada pelo Instituto para a Compilação e Publicação dos Trabalhos do Imam Khomeini, no Irão. O livro foi dividido em 4 volumes, e a tradução ficou a cargo de Sayyid Ali Reza Naqavi, ex-professor de jurisprudência xiita na Universidade Internacional Islâmica em Islamabade, no Paquistão. A obra  esteve durante algum tempo no Internet Archive  mas já não está aí disponível.
Tahrir al-Wasilah, nos seus milhares de páginas, aborda todo o tipo de questões exaustivamente nos seus pormenores mais ínfimos e até sórdidos, desde questões de higiene pessoal (regras para urinar e defecar) até como lidar com seres extraterrestres (que devem ser governados pela Xaria e pelas leis divinas).
Apesar da escravidão ter sido oficialmente abolida no Irão em 1928, são muitas as referências aos escravos de ambos os sexos, e às leis que se lhe devem aplicar.
Acerca da apostasia, a punição apropriada é a execução para os homens, prisão perpétua para mulheres - estas, no entanto, devem ser regularmente espancadas à hora das orações e parcamente alimentadas. A prova será o testemunho de dois homens (nunca mulheres) "de reputada integridade" e a confissão. O arrependimento será aceite.
Dentre a miríade de assuntos abordados (dinheiro de sangue, música, dhimmi, autópsias, heranças, impostos, rituais de purificação, etc.) uma parte importante é dedicada ao casamento, que no islamismo xiita tem duas formas, o definitivo e o temporário, que pode durar apenas um dia. As esposas escolhidas devem ser escolhidas não pela beleza ou pela riqueza; mas devem ser capazes de gerar filhos, ser amorosas e castas, respeitáveis, humildes perante o marido, obedecendo ás suas ordens, ignorando os seus defeitos e nunca se recusando a ele "como uma égua teimosa". Um pai deve-se apressar a dar as filhas em casamento assim que atinjam a puberdade.
Porém, escreve Khomeini, "a relação sexual com uma mulher não é permitida antes de ela atingir a idade de nove anos, independentemente de o casamento ser permanente ou temporário. Não há, no entanto, objeção a outros prazeres, como tocar lascivamente, abraçando e esfregando as coxas, mesmo com uma criança de leite".

### Hokumat-e Islami: Velayat-e faqih(Islamic Government by the Jurist)
Hokumat-e Islami: Velayat-e faqih ( ou Governo Islâmico do Jurista), de 1970, é o seu mais influente escrito.
O livro abre com um ataque aos judeusː “Desde o início, o movimento histórico do Islã teve que lutar com os judeus, pois foram eles que primeiro estabeleceram a propaganda anti-islâmica e se engajaram em vários estratagemas, e como podem ver, esta atividade continua até o presente”.
Nele Khomeini argumenta que o governo deve ser administrado de acordo com Xaria - pois que ela provém directamente do Alcorão e da Suna, que contêm todas as leis e decretos que o Homem precisa para obter a felicidade e a perfeição do estado. Para isso, um jurista islâmico é o único qualificado, que deve possuir tutela política sobre o povo e a nação. Após a revolução iraniana, Khomeini foi o primeiro "guardião" jurista, ou Líder Supremo do Irão.

### Jihad al-Akbar(The Greater Struggle) - 1972
Jihad aal-Akbar (A luta interna) consta de recomendações para estudantes e seminários religiosos; a importância de purificar a alma, conhecimento e fé. Inclui conselhos sobre como se beneficiar do mês do Ramadã e do jejum e devoção.

### The Little Green Book
The Little Green Book (O Pequeno Livro Verde), de 1979, é na verdade uma compilação de três trabalhos separados de Khomeini. A versão inglesa do livro foi traduzida do iraniano para o francês e do francês por sua vez para o inglês, e muito truncada no processo: cerca de cem páginas em vez das mais de mil que o original teria, e com uma seleção de textos suspeita. Para rematar, não atribui cotações específicas. E, no entanto, comenta o jornalista e escritor Daniel Kalder, apesar dessas falhas sérias, "o sabor imensamente vingativo, tedioso, deprimente, obsessivo, paranóico, supersticioso, reacionário, autoritário, misógino e antissemítico do pensamento do aiatolá transparece nas suas páginas".

### The Wine of Love- (poemas, publicados após a sua morte)
The Wine of Love (ou o Vinho do Amor) um conjunto de poemas, foi publicado apenas em 2013. São poesias surpreendentes e pouco ortodoxas; oficialmente são consideradas místicas.

## Galeria

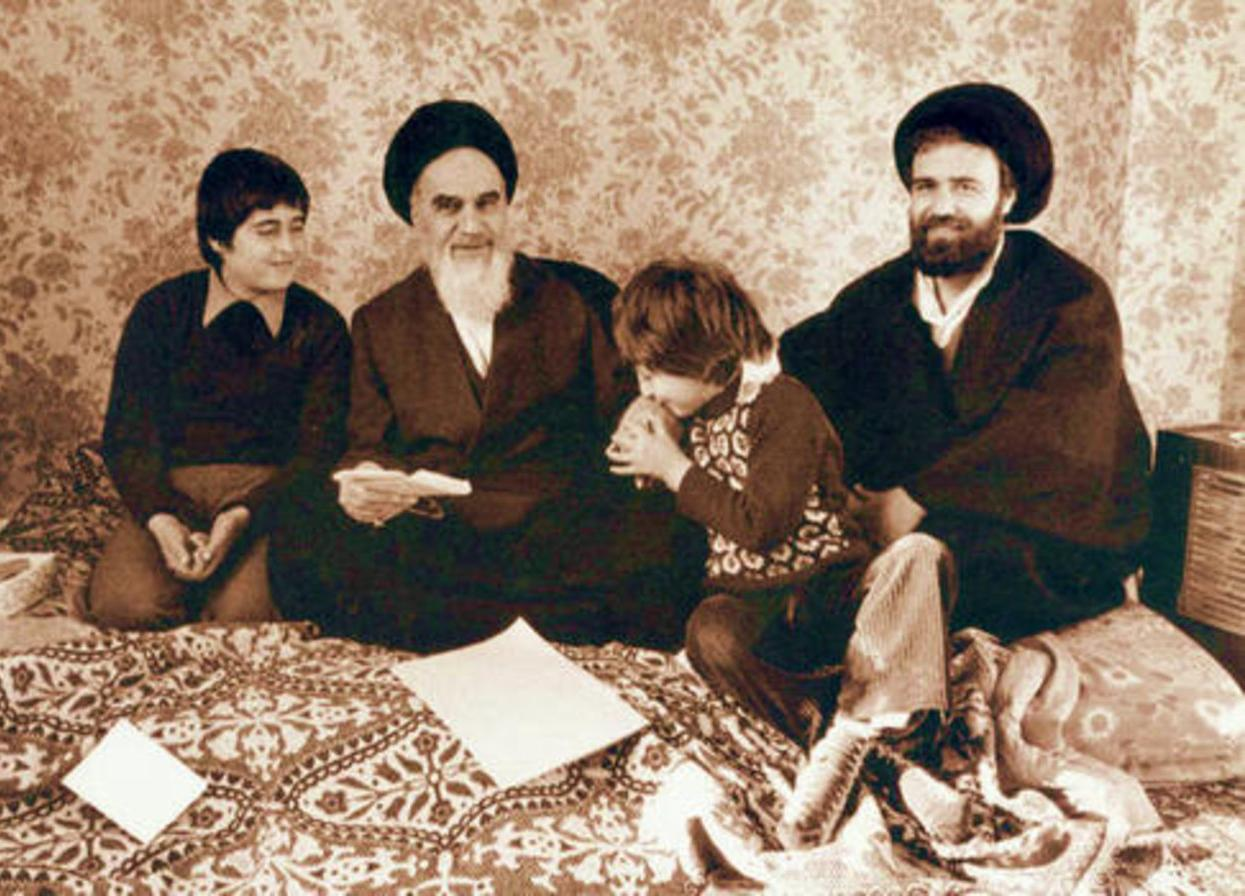
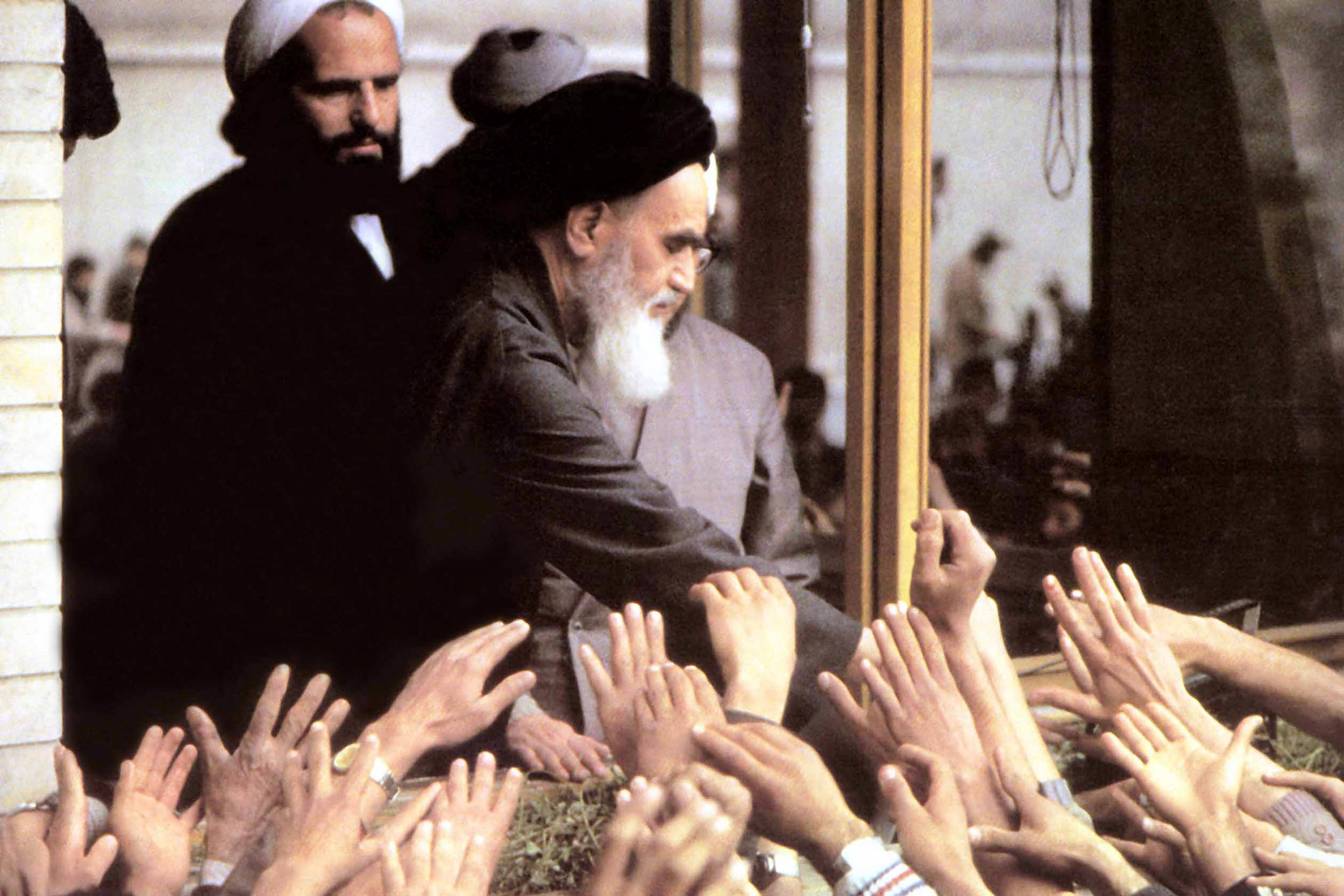